# DTDP-6-deossi-L-talosio 4-deidrogenasi
La dTDP-6-deossi-L-talosio 4-deidrogenasi è un enzima appartenente alla classe delle ossidoreduttasi, che catalizza la seguente reazione:
dTDP-6-deossi-L-talosio + NADP+ ⇄ dTDP-4-deidro-6-deossi-L-mannosio + NADPH + H+
L'ossidazione dell'esoso in posizione 4 avviene soltanto quando il substrato è legato ad un altro enzima che catalizza l'epimerizzazione al C-3 e C-5.